# Stéphane Adam
Stéphane Adam (né le 14 mai 1969 à Lille) est un footballeur français.

## Biographie
Initialement formé au LOSC, Stéphane Adam parfait sa formation à l'INF Vichy. Avec l'INF, il remporte la coupe Gambardella en 1988.
Évoluant principalement en Ligue 2 dans les années 1990, il fut un avant-centre particulièrement prolifique (117 buts en 346 matchs professionnels). Il rejoint la Ligue 1 en 1995 avec le FC Metz, club avec lequel il gagne la coupe de la Ligue.
Il part alors pour le club écossais Heart of Midlothian en 1997. Il devient une véritable légende dans l'histoire du club d'Édimbourg en inscrivant le but de la victoire lors de la finale de la coupe d'Écosse 1998 contre les Glasgow Rangers. Aujourd'hui encore, les supporters des Hearts chantent le chant dédié à son but victorieux.
Il joue son dernier match professionnel le 12 mai 2002 contre Livingston. Il s'engage alors pour une saison avec le club de Calais en CFA 2 avec lequel il remonte en CFA avant de mettre un terme à sa carrière en mai 2003.
Il débute alors une carrière de technicien à l'US Tourcoing en entraînant tout d'abord les 14 ans fédéraux puis l'équipe première avant de retourner en Écosse un an en devenant entraîneur adjoint à Kilmarnock. Il retourne ensuite dans son club formateur en étant éducateur au centre de formation du Lille OSC à compter de juillet 2006. Il y entraîne tout d'abord les 18 ans régionaux avant de prendre en charge les 18 ans nationaux en compagnie de Rachid Chihab. Il prend en main seul les U19 du club en 2009. Il devient ensuite, en juillet 2011, l'adjoint de Rachid Chihab à la tête de l'équipe réserve, en CFA. En décembre 2013, il en prend la tête après le départ de Chihab au Royal Mouscron-Peruwelz.
Il quitte le LOSC Lille Métropole en juillet 2018 et s'engage avec l'Orlando Pirates Football Club (Afrique du Sud) où il intègre le staff de l'équipe professionnelle en tant que responsable des attaquants.

## Palmarès
- Vainqueur de la Coupe Gambardella en 1988 avec l'INF Vichy
- Vainqueur de la Coupe de la Ligue en 1996 avec le FC Metz
- Vainqueur de la Coupe d'Écosse en 1998 avec Heart of Midlothian

## Statistiques
- 40 matchs et 4 buts en Division 1
- 99 matchs et 42 buts en Division 2
- 129 matchs et 33 buts en Scottish Premier League